# Metn
Metn of Matn  (Arabisch: قضاء المتن, Qaḍāʾ al-Matn) is een district in het gouvernement Libanongebergte in Libanon. Het is gelegen ten oosten van de hoofdstad van Libanon, Beiroet. De hoofdstad van Metn is Jdeideh.
Metn heeft een oppervlakte van 265 vierkante kilometer, het bevolkingsaantal is 487.000, er zijn 96 plaatsen verdeeld over 48 gemeenten.
Het district Metn omvat tevens de noordelijke buitenwijken van Beiroet waar de belangrijkste commerciële, industriële, nationale zowel als buitenlandse bedrijven zijn gevestigd. Metn heeft daarom een belangrijke positie in de Libanese economie. Daarnaast is er een belangrijke toeristische industrie in de bergdorpen en kleine plaatsen, zoals Bikfaya, dat bovendien het domein is van de belangrijke familie Gemayel.